# Laze pri Borovnici
Laze pri Borovnici este o localitate din comuna Borovnica, Slovenia, cu o populație de 274 de locuitori.